# 蔣乂
蔣 乂（しょう がい、747年 - 821年）は、唐代の歴史家・官僚。もとの名は武。字は徳源。本貫は常州義興県。

## 経歴
史官の呉兢の外孫で、史書を読む機会が多く、幼くして見聞し記憶して飽きることがなかった。7歳のときに庾信の『哀江南賦』を暗誦することができた。弱冠にして群書に広く通じ、史学の才に最も長じた。その父の蔣将明が集賢院学士のとき、兵乱の後で、宮中の図書が散乱していたため、宰相に申し上げて蔣武を集賢院に入らせ、図書を整頓させた。宰相の張鎰にその才能を見出されて、蔣武は集賢院小職をつとめた。王屋県尉に転じ、太常寺礼院修撰をつとめた。貞元9年（793年）、右拾遺となり、史館修撰をつとめた。
貞元13年（797年）、もと河中節度使の張茂昭の弟で光禄寺少卿の張茂宗が徳宗の娘の義章公主を妻に迎えるにあたって、張茂宗がちょうど母の喪に服していたため、徳宗は張茂宗を雲麾将軍に復帰させて婚礼をおこなわせようとした。蔣武は上疏してこれを諫めた。徳宗は諫言を聞き入れなかったが、蔣武を重んじるようになった。
徳宗が凌煙閣に登ったとき、左側の壁が剥離していて、文字に残欠が生じており、1行ごとに数文字しか読めなかった。徳宗がこれを記録するよう命じて宰相に訊ねたが、答えることのできる者はいなかった。そこで蔣武が召し出されると、これらは『侍臣図賛』にあるものだといって、御前で暗誦してみせた。貞元18年（802年）、蔣武は起居舎人となり、司勲員外郎に転じ、いずれも史官の職を兼ねた。徳宗が集賢院学士に神策軍を置いた理由を訊ねたが、学士たちはみな答えることができなかった。蔣武のもとを訪れて訊ねると、蔣武は根源を引いて詳しく答えたので、翌日に判集賢院事を兼ねた。
元和2年（807年）、蔣武は兵部郎中に転じた。許孟容や韋貫之らとともに制勅を刪定し、30巻に編纂した。秘書少監に転じ、再び史館修撰を兼ねた。ほどなく詔を受けて独孤郁や韋処厚とともに『徳宗実録』を編纂した。元和5年（810年）、書が完成して奏上すると、功績により右諫議大夫に任じられた。名を乂と改めた。元和6年（811年）、監修国史の裴垍が宰相を退任し、李吉甫が再び宰相となると、蔣乂は史館修撰のまま、太常寺少卿に転じた。長らくを経て、秘書監となった。
長慶元年（821年）、蔣乂は死去した。享年は75。礼部尚書の位を追贈された。諡は懿といった。著書に『大唐宰輔録』70巻・『凌煙閣功臣伝』・『秦府十八学士伝』・『史臣伝』など40巻があった。

## 家族
- 祖父：蔣瓌（弘文館学士）
- 父：蔣将明（左司郎中・国子司業・集賢院学士・副知集賢院事）[1][2]
- 長男：蔣係[7][9]
- 次男：蔣伸（右補闕・中書舎人・翰林学士・戸部侍郎・兵部侍郎を歴任し、大中末年に中書侍郎・同中書門下平章事となった）[10][11]
- 三男：蔣偕（左拾遺・史館修撰・左補闕を歴任し、『文宗実録』の編纂に参加した）[10][12]
- 四男：蔣仙
- 五男：蔣佶[7][9]

## 伝記資料
- 『旧唐書』巻149 列伝第99
- 『新唐書』巻132 列伝第57